# Ахмад Таджуддін
Ахмад Таджуддін (4 червня 1913 — 4 червня 1950) — 28-й султан Брунею з 11 вересня 1924 до 4 червня 1950 року.